# Phidippus punjabensis
Phidippus punjabensis là một loài nhện trong họ Salticidae.
Loài này thuộc chi Phidippus. Phidippus punjabensis được Benoy Krishna Tikader miêu tả năm 1974.